# Maurice Régamey
Pour les articles homonymes, voir Regamey.
Maurice Régamey est un acteur, réalisateur et scénariste français, né le 7 janvier 1924 à Wolanka (Pologne) et mort le 23 août 2009 à Paris (15e).

## Biographie
Maurice Régamey est le premier réalisateur à donner un rôle principal à Louis de Funès dans Comme un cheveu sur la soupe en 1957.

## Théâtre
- 1946 : Dix Petits Nègres d'Agatha Christie, mise en scène Roland Piétri, théâtre Antoine
- 1948 : Les Mains sales de Jean-Paul Sartre, mise en scène Pierre Valde, théâtre Antoine
- 1947 : La Patronne d'André Luguet, théâtre des Célestins
- 1949 : Un tramway nommé Désir de Tennessee Williams, mise en scène Raymond Rouleau, théâtre Édouard-VII

## Filmographie

### En tant qu'acteur
- 1944 : Florence est folle de Georges Lacombe
- 1945 : Le Roi des resquilleurs de Jean Devaivre
- 1946 : Les Démons de l'aube ou Âmes qui vivent de Yves Allégret : Martin
- 1946 : L'Idiot de Georges Lampin
- 1946 : Antoine et Antoinette de Jacques Becker
- 1947 : Miroir de Maurice Lamy
- 1948 : Mademoiselle s'amuse de Jean Boyer
- 1948 : L'Idole d'Alexander Esway
- 1948 : Blanc comme neige d'André Berthomieu
- 1948 : Croisière pour l'inconnu de Pierre Montazel
- 1948 : Les Autos volages, court métrage de Marcel Martin
- 1949 : Je n'aime que toi de Pierre Montazel
- 1949 : Maya de Raymond Bernard
- 1950 : Au revoir monsieur Grock de Pierre Billon : Bourquain
- 1950 : Pas de week-end pour notre amour de Pierre Montazel : le patron du Casanova
- 1950 : Lady Paname d'Henri Jeanson : Fred, le mauvais garçon
- 1950 : Rendez-vous avec la chance d'Emil-Edwin Reinert : un turfiste
- 1950 : Cartouche, roi de Paris de Guillaume Radot : Lafleur, un voleur
- 1950 : Les Anciens de Saint-Loup de Georges Lampin : Raboisson
- 1950 : Le Traqué (Gunman in the Streets) de Franck Tuttle et Borys Lewin: un inspecteur
- 1950 : Les Mécanos de l'air, court métrage de Marcel Martin
- 1950 : Souvenirs perdus de Christian-Jaque
- 1951 : La Rose rouge de Marcello Pagliero : le guide touristique
- 1951 : Rue des Saussaies de Ralph Habib : l'inspecteur Pierre Leblanc
- 1951 : Les Mémoires de la vache Yolande d'Ernst Neubach : Verdure
- 1951 : Boîte de nuit d'Alfred Rode : Lombard
- 1951 : Adhémar ou le Jouet de la fatalité de Fernandel : le barbu
- 1951 : La Plus Belle Fille du monde de Christian Stengel : Georges
- 1951 : Et ta sœur d'Henri Lepage
- 1951 : Duel à Dakar de Georges Combret et Claude Orval : Robert Vernier
- 1952 : Le Jugement de Dieu de Raymond Bernard
- 1952 : Ils sont dans les vignes de Robert Vernay : Pierre Moreau
- 1953 : Le Village près du ciel (Sie fanden eine Heimat) de Leopold Lindtberg : M. Faure
- 1953 : Au diable la vertu de Jean Laviron : Jacques Lambert
- 1955 : Les Carnets du major Thompson de Preston Sturges
- 1955 : Les Indiscrètes de Raoul André
- 1957 : Comme un cheveu sur la soupe de Maurice Régamey : un turfiste
- 1958 : Cigarettes, Whisky et P'tites Pépées de Maurice Régamey

### En tant que réalisateur
- 1952 : Le Huitième Art et la Manière (court-métrage)
- 1953 : Numéro spécial (court métrage)
- 1953 : Le Rire (court métrage)
- 1953 : L'Art et la Manière de rire (court métrage)
- 1954 : Plaisir des neiges (court métrage)
- 1954 : Sur toute la gamme (court métrage)
- 1955 : Eh bien! Dansez maintenant (court métrage)
- 1956 : Honoré de Marseille
- 1956 : L'Art d'être papa (court métrage) - également scénariste
- 1956 : Le Téléphone (court métrage)
- 1957 : Rendez-vous avec Maurice Chevalier n°1 (court métrage)
- 1957 : Rendez-vous avec Maurice Chevalier n°2 (court métrage)
- 1957 : Rendez-vous avec Maurice Chevalier n°3 (court métrage)
- 1957 : Rendez-vous avec Maurice Chevalier n°4 - Paris (court métrage)
- 1957 : Comme un cheveu sur la soupe
- 1959 : Cigarettes, Whisky et P'tites Pépées - également coscénariste
- 1960 : À pleines mains - également coscénariste
- 1962 : La Salamandre d'or (Il paladino della corte di Francia) - également coscénariste

### Autres fonctions
- 1960 : La Brune que voilà de Robert Lamoureux - collaboration technique
- 1960 : Ravissante de Robert Lamoureux - collaboration technique
- 1962 : Indiscrétion, court métrage de Georges Reich - assistant réalisateur
- 1964 : Le Petit Monstre de Jean-Paul Sassy - scénariste